# Zamek Grünsberg
Zamek w Altdorf – gotycka dawny zamek, znajdujący się w Altdorf bei Nürnberg na południowych krańcach wzgórz Hersbrucker Alb.

## Źródła
- Robert Giersch, Andreas Schlunk, Berthold Frhr. von Haller: Burgen und Herrensitze in der Nürnberger Landschaft. Altnürnberger Landschaft, Lauf an der Pegnitz 2006, ISBN 3-00-020677-9, S. 152–156.